# جين (المحقق كونان)
جين (باليابانية: ジン، بالروماجي: Jin)، (بالإنجليزية: GIN)  هو شخصية خيالية في سلسلة المحقق كونان، وهو قاتل محترف وعضو بارز في المنظمة السوداء. يُعد الخصم الرئيسي في السلسلة، حيث كان له دور محوري في الأحداث، بما في ذلك إعطاء شينتشي كودو العقار الذي أدى إلى تقلصه.

## نبذة عن الشخصية
يعرف جين بكونه شخصية غامضة وباردة، ويتلقى أوامره مباشرة من زعيم المنظمة السوداء. يتميز بقسوته وذكائه العالي، ويشرف على العديد من عمليات المنظمة، كما أنه لا يتردد في تصفية أي شخص يشكل تهديدًا لها.

### أبرز جرائمه وأدواره في القصة
- في الحلقة الأولى، قام جين بإعطاء شينتشي كودو عقار APTX-4869، متسببًا في تقلصه ليصبح كونان إدوغاوا.
- في الحلقة 128، قام بقتل أكيمي ميانو، شقيقة شيري (آي هايبرا)، بعد أن سرقت أموال المنظمة.
- في الحلقة 178، حاول قتل شيري بسبب خيانتها للمنظمة.
- في الفيلم الخامس، قام بقتل المبرمج هارا، ومحو بيانات جهازه، كما فجر طابق الحاسبات في شركة توكيوا لخلق الفوضى.
- في الفيلم الثالث عشر، قام بقتل العديد من جواسيس الـFBI، كما قتل إيريش، أحد أعضاء المنظمة السوداء.

### مركزه في المنظمة
يعد جين أحد الأعضاء رفيعي المستوى في المنظمة السوداء، حيث يشرف على العمليات ويعطي الأوامر مباشرة للأعضاء الآخرين، وخاصة فودكا، مساعده الدائم. يتميز بولائه الشديد للزعيم، لكنه لا يثق ببعض زملائه مثل بلموت وبوربون، بسبب طريقتهم الخاصة في تنفيذ المهام.

### الصفات الجسدية والشخصية
- الطول: طويل القامة.
- لون الشعر: فضي طويل.
- الملابس: يرتدي دائمًا ملابس سوداء وقفازات وسترة واقية من الرصاص.
- السيارة: يقود سيارة بورش 356A، وهي إحدى السمات المميزة له في السلسلة.

سيارة بورش 356 A المفضلة لجين

- التدخين: يُعرف بأنه مدخن دائم.

### مهاراته وقدراته
- الذكاء: تمكن من كشف خطة الـ FBI في نقل عميلة المنظمة كير[1]، كما أدرك محاولة استدراج فودكا أثناء لقائه مع المبرمج إيتاكورا.[2]
- القدرة على التحمل: أطلق النار على نفسه بعد إصابته بإبرة كونان المخدرة[3]، وتمكن من الفرار بعد إصابته برصاص شويتشي أكاي بفضل سترته الواقية من الرصاص.[1]
- الأسلحة: ماهر في استخدام المسدسات والقنص، ويتمتع بدقة إصابة عالية.

لحظة إصابة جين برصاصة أكاي الحلقة 425

### علاقاته مع الشخصيات الأخرى
- فودكا: مساعده الدائم، لكنه لا يثق به كثيرًا.
- شيري (آي هايبرا): يسعى لقتلها بعد خيانتها للمنظمة وقتله لشقيقتها.
- بلموت (فيرموث): لا يثق بها بسبب احتفاظها بالمعلومات لنفسها وتفضيل الزعيم لها.
- بوربون: لا يحب طريقته في التحقيق وجمع المعلومات، ويصفه بأنه شخص يفضل رؤيته في الروايات فقط.
- شويتشي أكاي: يعتبره عدوه اللدود، ونجا من رصاصاته بأعجوبة، كما أشرف على محاولة اغتياله.[4]

## الاستفتاءات حول شعبيته
- في استفتاء أجرته eBookJapan حول شخصيات المحقق كونان (12 أبريل - 12 مايو 2011)، حصل جين على المركز 20 بمجموع 53 صوتًا من أصل 5883 مشاركة.[5]
- في استفتاء آخر أجرته شونن سندي الأسبوعية بمناسبة الفصل 800 من المانغا، حصل جين على المركز 12 بـ 190 صوتًا.[6]